# Giovanni Puerari
Giovanni Puerari, conosciuto come Gino (Cremona, 23 aprile 1903 – Genova, 22 maggio 1976), è stato un calciatore italiano, di ruolo centrocampista.
Era noto negli almanacchi come Puerari III, per distinguerlo dai fratelli, anch'essi calciatori, Giuseppe Puerari I ed Emilio Puerari II.

## Carriera

### Club
Formatosi calcisticamente nel Collegio Cesare Arici di Brescia, partecipò a due campionati ULIC, nel 1918 tra le file dell'Aurora F.C. di Cremona e nel 1919 con il Victor F.C. di Cremona.
Nel 1919 viene ingaggiato dalla Cremonese, club con il quale esordisce in massima serie nella stagione 1919-1920. Con i grigiorossi rimane sei annate, tutte in massima serie, senza risultati eclatanti tranne la stagione 1921-1922, quando la Cremonese, che partecipava al campionato organizzato dalla FIGC, sfiorò la vittoria nelle finali della Prima Categoria lombarda, arrivando seconda dietro l'Esperia di Como.
Tra le partite da lui disputate in maglia grigiorossa è ricordata l'unica vittoria in campionato della squadra lombarda nel ventesimo secolo contro la Juventus, il 29 aprile 1923, in casa.
Nel 1925 viene ingaggiato dal Genoa e, messosi in mostra già nel precampionato esordì, segnando anche una rete, alla prima giornata del campionato 1925-1926, nel pareggio esterno per 2-2 contro la Reggiana del 4 ottobre 1925.
Al termine della stagione fu girato alla Fortitudo Roma.  Il club romano, che militava in Divisione Nazionale, terminò all'ultimo posto del girone B.
Al termine dell'esperienza romana torna al Genova 1893, con cui sfiorerà la vittoria dello scudetto in due occasioni, nelle stagioni 1927-1928 e 1929-1930.
Con il club genovese partecipò anche a due edizioni della Coppa Mitropa, nel 1929 e nel 1930.
Chiuderà la carriera in rossoblu nel 1931.

### Nazionale
Vestì la maglia della Nazionale universitaria italiana per 8 volte, andando a segno in 6 occasioni.